# 폴킷
폴킷(polkit, 과거 이름: 폴리시킷/PolicyKit)은 유닉스 운영 체제의 시스템 전반에서 인증 단계를 통제하기 위해 만들어진 프로그램이다. 이 프로그램은 인증을 받지 않은 프로세스로 하여금 인증을 받은 계정과의 커뮤니케이션이 가능하도록 체계적인 방법을 제공한다. sudo 등 기존의 인증 시스템과 달리 모든 프로세스에 대하여 최고 관리자의 권한을 요구하는 것이 아니라 집중화된 시스템 정책의 통제 아래에서 보다 느슨한 수준의 인증을 행한다.
이 프로그램은 레드햇의 David Zeuthen에 의해 개발되었으며 현재 Freedesktop.org에서 호스팅되고 있다. 라이선스는 GNU 약소 일반 공중 사용 허가서 2판(이후 버전 적용 가능).
현재 리눅스 배포판 중에서 폴킷을 사용하는 배포판으로는 페도라, 우분투, 오픈수세 등이 대표적이다.
버전 0.105 이후로, 시스템 구성 요소를 다시 기록했음을 강조하기 위해 프로젝트 이름이 폴리시킷에서 폴킷으로 변경되었다. 또, API가 변경되어 하위 호환성은 보장하지 않는다.

## 같이 보기
- 장착형 인증 모듈
- 최소 권한의 원칙
- 패키지킷
- 사용자 계정 컨트롤

## 참조
1. ↑  “PolicyKit 0.3” (영어). 2007년 6월 20일. 2024년 7월 17일에 확인함.
2. ↑  “Release 126 is out” (영어). 2025년 1월 13일. 2025년 1월 26일에 확인함.
3. ↑  “polkit Git COPYING”. David Zeuthen. 2012년 11월 15일에 확인함.
4. ↑  “polkit Git NEWS”. David Zeuthen. 2013년 9월 27일에 원본 문서에서 보존된 문서. 2012년 11월 15일에 확인함.
5. ↑  “Chapter 9. PolicyKit”. 《openSUSE Security Guide》. Novell, Inc. and contributors. 2012년 8월 27일에 원본 문서에서 보존된 문서. 2012년 11월 15일에 확인함.
6. ↑  “Polkit and KDE: let’s make the point of the situation”. 2012년 11월 15일에 확인함.